# Costante solare

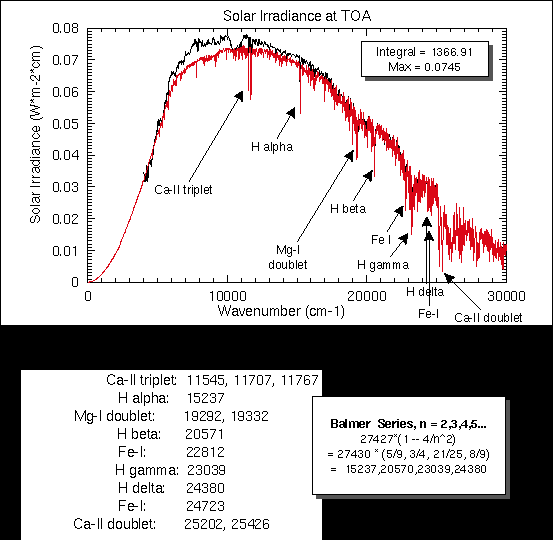
Irradianza del Sole alle soglie dell'atmosfera (TOA) con tanto di picchi di assorbimento dovuti ai gas dell'atmosfera solare.

La costante solare è la quantità di energia radiante che arriva sulla Terra dal Sole per unità di tempo e superficie (quindi una potenza per unità di superficie), misurata sulla superficie superiore dell'atmosfera terrestre, su un piano perpendicolare ai raggi solari. Il suo valore è strettamente legato alla luminosità solare.

## Descrizione
La costante solare è la somma delle energie di tutte le frequenze dello spettro della radiazione solare, non soltanto quelle della banda visibile. Essa, assieme alla magnitudine apparente del Sole, pari a −26,8, è uno dei valori indicativi dello splendore apparente del Sole. Tuttavia la costante è un valore più corretto, perché la magnitudine apparente misura la luminosità della nostra stella solo nello spettro visibile.
Le misure più recenti compiute dai satelliti forniscono un valore di 1367 W/m², anche se può variare di circa il 3.33% durante l'anno - da circa 1412 W/m² a gennaio a 1321 W/m² a luglio, a causa della variazione della distanza della terra dal sole, oltre ad una lieve variazione della luminanza solare di poche parti su mille da un giorno all'altro.
Per l'intero globo terrestre, che ha una sezione di taglio di 127400000 km², la potenza fornita dall'energia solare è di 1,740×1017 W, con una variazione del ±3,5%. Di conseguenza, tenuto conto della superficie sferica del nostro pianeta, la potenza solare che viene indirizzata sulla Terra ha un valore di circa 174×1015 W, ossia di 174 PW. In altri termini, l'energia luminosa arriva sulla Terra al ritmo di 174 PW.
Il diametro angolare della Terra vista dal Sole è circa 1/11000 radiante, e l'angolo solido corrispondente a questo valore è di circa 1/140000000 sr. Se ne deduce che il Sole emette più o meno 2 miliardi di volte la quantità di radiazione che riceve la Terra, cioè circa 3,86×1026 W.
L'enorme quantità di energia solare che arriva alle soglie dell'atmosfera non arriva tutta sulla superficie terrestre, ma subisce fenomeni di attenuazione, riflessione, scattering nel percorso verso il suolo. Infatti circa il 40% della radiazione viene assorbita o riflessa dalle nubi ed il 15% viene assorbita dall'atmosfera stessa; arriva al suolo, quindi, circa il 45% della radiazione (78 PW).
Al di là delle variazioni sopraesposte, la costante solare tuttavia non è rigorosamente costante, ma varia a seconda dell'attività delle macchie solari. Si presume, ma non ancora scientificamente dimostrato, sia una delle cause principali di cambiamenti climatici a lungo termine ovvero a scala ultrasecolare, mentre influisce in maniera relativamente piccola sui cambiamenti climatici a breve termine (decadale) (variazioni di appena lo 0,1%).

## Storia
Nel 1884 Samuel Pierpont Langley cercò di stimare il valore della costante da Monte Whitney in California, cercando di rimuovere gli effetti dell'assorbimento atmosferico effettuando misurazioni in diversi momenti del giorno. Ottenne il valore decisamente errato di 2903 W/m², probabilmente a causa di qualche errore matematico. Tra il 1902 e il 1957, le misure effettuate da Charles Greeley Abbot e da altri a diverse altitudini ottennero un valore compreso fra 1322 e 1465 W/m².